# Los Chapitos
Los Chapitos, también conocidos como Los Menores o La Chapiza, es una de las tres facciones en las que se divide el liderazgo del Cártel de Sinaloa, junto con las ya conocidas como La Mayiza y Los Guanos, teniendo como principal bastión la ciudad y capital estatal de Sinaloa, Culiacán. Esta facción se encuentra liderada por los hermanos Guzmán, Iván Archivaldo Guzmán Salazar (alias "El Chapito") y Jesús Alfredo Guzmán Salazar (alias "Alfredillo"), entre otros.

## Historia
Desde mediados de la década de 2010, los hermanos Guzmán comenzaron a asumir un rol más importante dentro del Cártel de Sinaloa, precisamente después de la captura de su padre, Joaquín "El Chapo" Guzmán Loera en 2016, convirtiéndose en la principal prioridad para el Departamento de Justicia de los Estados Unidos.
El 17 de octubre de 2019 es detenido Ovidio Guzmán López luego de un operativo de captura por parte de la SEDENA